# موچان (طالقان)
موچان، روستایی از توابع بخش مرکزی شهرستان طالقان در استان البرز ایران است.

## جمعیت
این روستا در دهستان پایین طالقان قرار دارد و براساس سرشماری مرکز آمار ایران در سال ۱۳۸۵، جمعیت آن ۲۵ نفر (۱۰خانوار) بوده‌است.

## مردم
دین = اسلام (شیعه)
زبان = تاتی طالقانی